# Гринделл (станция)

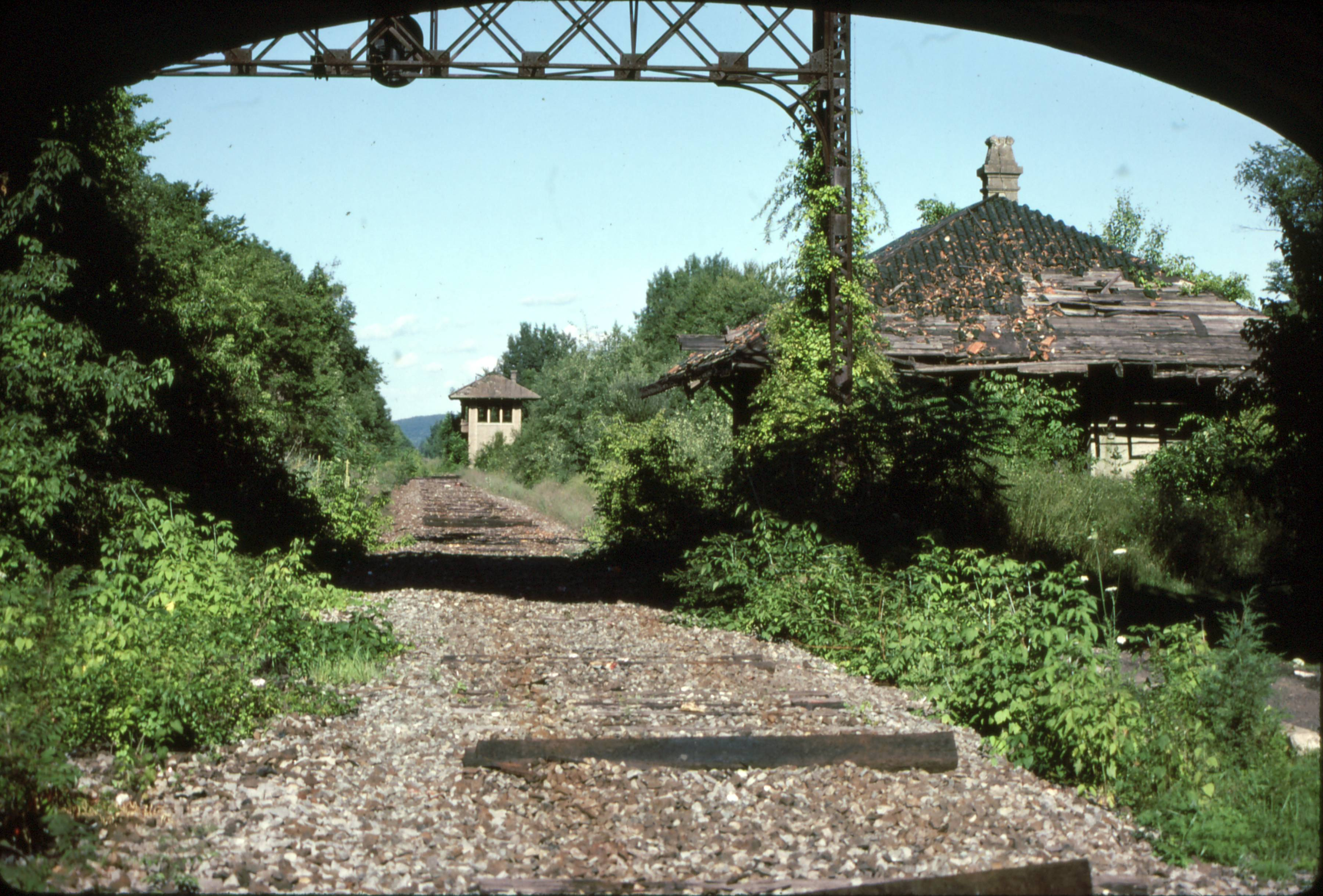
Станция Гринделл (на переднем плане) и сигнальная башня (на заднем плане) в 1988 году, через четыре года после того, как на линии были демонтированы рельсы. Снимок обращён на восток, в сторону Пекест-Филл

Гринде́лл (англ. Greendell) — одна из трёх оригинальных железнодорожных станций, построенных компанией Delaware, Lackawanna and Western Railroad (DL&W) вдоль её линии Лакаванна на северо-западе Нью-Джерси (США). Станция, расположенная в тауншипе Грин (округ Сассекс), начала работу 23 декабря 1911 года, за день до открытия самой линии и прибытия первого товарного поезда.

## История
Подрядчик Уолтер Гахаган построил здание станции и сигнальную башню, названную «башней GD» по её телеграфным позывным. Объект контролировал довольно сложный разъездной путь, длиной 6,4 км, с множеством стрелок, построенный для обслуживания грузового движения на двухпутной основной линии железной дороги. Расположенный примерно на полпути между узловыми станциями Слейтфорд-Джанкшен и Порт-Моррис-Джанкшен и в нескольких милях к востоку от ограничивающего уклона на ветке Лакаванна, этот участок позволял медленным грузовым поездам съезжать с основной линии и ждать, пока пройдут более быстрые поезда.
Станция Гринделл является типичным примером архитектурного дизайна, разработанного компанией Lackawanna с использованием бетона. Первоначально крыша станции была покрыта толстой зелёной терракотовой черепицей. Застройщик, выкупивший ветку Лакаванна у Conrail, заменил крышу станции в начале 1990-х годов, до того, как линия перешла в собственность штата. Новая крыша — это современная битумная черепица, того же зелёного цвета.
Первоначально называвшаяся Гринсвилл, станция была переименована в Гринделл в октябре 1916 года. Со временем скромный пассажиропоток превратил станцию в обычную остановку по требованию; большинство поездов пропускали её и останавливались на станции Блейрстаун. Станция Гринделл закрылась в 1938 году.
Железнодорожная линия Лакаванна боролась за грузовой бизнес тауншипа Грин (в основном связанный с фермерством и сельским хозяйством) с железной дорогой Лихай и реки Гудзон, которая появилась примерно на три десятилетия раньше. В 1930-х годах, во времена Великой депрессии, из-за спада деловой активности сигнальная башня была закрыта либо 8 января 1932 года, либо 10 марта 1935 года (разные данные в разных источниках), и её функции были переданы сигнальной башне Порт-Морриса. Гринделл, однако, продолжал обслуживать клиентов грузовых перевозок вплоть до окончания железнодорожного сообщения по ветке Лакаванна.
В преддверии слияния с железной дорогой Эри в 1960 году, в 1958 году ветка Лакаванна стала однопутной, но запасной путь был сохранён, чтобы сохранить некоторую эксплуатационную гибкость. В середине 1960-х годов, когда все меньше и меньше поездов курсировало по ветке Лакаванна, участок запасного пути Гринделл был сокращён до 2,4 км, что примерно соответствовало длине самых длинных грузовых поездов, курсировавших в то время. В 1970-х годах прекратилось пассажирское сообщение, но возобновилось грузовое движение по ветке Лакаванна, и запасной путь Гринделл просуществовал до тех пор, пока Conrail окончательно не прекратила железнодорожное сообщение по ветке Лакаванна в конце 1978 года. Последний груз, отправленный клиенту по этой ветке, был доставлен компанией Conrail в Гринделл. Железнодорожный путь был демонтирован компанией Conrail в 1984 году.
Летом 2013 года группа энтузиастов Lackawanna Cutoff Historical Committee из Нью-Джерси выразила намерение о сохранении здания станции Гринделл и превращения его в музей. Здание станции было огорожено сеткой для ограничения доступа посторонних лиц и избежания вандализма. Эта группа собирала средства на восстановление здания станции и прилегающей территории.
В 2011 году компании NJ Transit Rail Operations и Amtrak начали проект реставрации ветки Лакаванна. По состоянию на конец 2021 года обслуживание на отрезке Лакаванна было частично восстановлено. При этом транзитное сообщение Нью-Джерси Транзит из Адновера в Нью-Йорк планировалось начать в 2026 году. Гринделл был предложен в качестве места расположения пункта технического обслуживания сигналов на линии, если железнодорожное сообщение будет продлено в Пенсильванию.
10 июля 2021 года на станции Гринделл была открыта мемориальная доска, посвящённая истории станции. Здание станции и сигнальной башни были внесены в Национальный реестр исторических мест США.

## Станция Гринделл в массовой культуре

### Городская легенда
Со станцией Гринделл связана городская легенда о молодой девушке по имени Люси, призрак которой якобы обитает на станции и ждёт своего возлюбленного.

### Видеоигры
Станция Гринделл была включена в состав пользовательского дополнения к игре Train Simulator.